# 雲雀星
雲雀星（702 Alauda）是一颗有卫星围绕其公转的巨大小行星。1910年7月16日由德國天文學家約瑟夫·亨弗里奇在海德堡天文台發現，以擁有美妙歌聲雀鳥「雲雀」命名。
雲雀小行星的直径为194.73千米。因为它是一个双小行星系统，Rojo和Margot在2010年时估计它的质量为6.06×1018kg，而密度为1.57 g/cm3。

## 卫星
使用位于智利帕拉那山顶部的欧洲南方天文台（ESO）8米甚大望远镜，通过自适应照相技术观测到小行星702有一颗直径5.5千米的卫星。这颗卫星离它围绕公转的小行星相距大约900千米。小行星702已被确定为所在的碰撞家族中最大的小行星成员。它的卫星可能是由形成该小行星族的碰撞产生的。
2011年10月12日，这颗卫星命名为「雲衛一」Pichi üñëm，这在马普切语中是小鸟的意思。
该小行星族的其他成员包括：581 Tauntonia、1101 Clematis、1838 Ursa、3139 Shantou、3325 TARDIS、4368 Pillmore、5360 Rozhdestvenskij、5815 Shinsengumi等等。

## 掩星
目前已多次观测到小行星702的掩星现象，这为它的大小和形状的测定提供了重要信息。例如它在2001年7月12日、2004年4月21日两次发生掩星现象。在UTC时间2009年10月17日08时18分，它可能掩蔽了双子座一颗视星等为9.5的恒星。这次掩星在乌拉圭、阿根廷、智利等国可以观测到。